# Fédération internationale de bandy
 (juin 2017).
Pour les articles homonymes, voir FIB.
La Fédération internationale de bandy ou FIB (en anglais, The Federation of International Bandy), fondée le 12 février 1955, gère le bandy qui se pratique en compétition dans 15 pays. Quatre fédérations sont à l'origine de cette organisation internationale : Union soviétique, Suède, Finlande et Norvège.
La FIB organise le Championnat du monde de bandy depuis 1957.
La FIB organise le Championnat du monde de bandy féminin depuis 2004.

## Pays membres

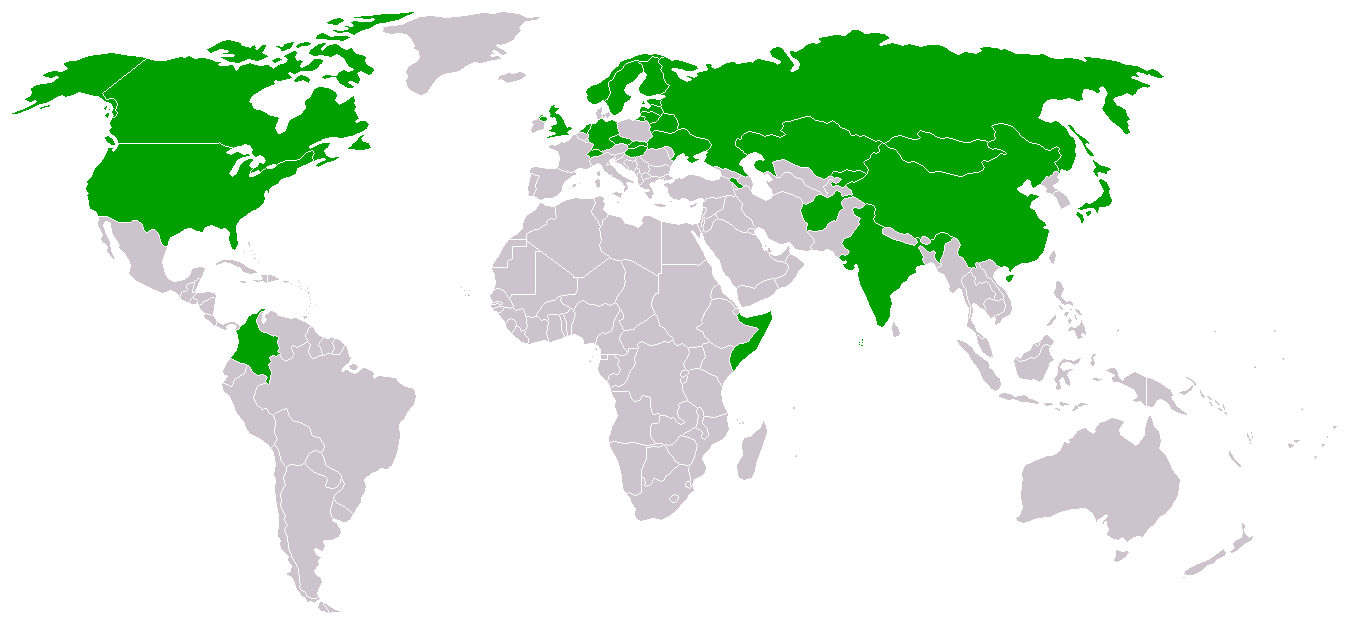
Nations affiliées à la fédération internationale de bandy

La Fédération est fondée à l'origine par quatre pays : Finlande, Norvègen Union soviétique et Suède. L'URSS ne fut cependant pas membre bien qu'ayant participé
| Pays               | Année d'adhésion | Fédération nationale                      | Équipe masculine   | Équipe féminine |
| ------------------ | ---------------- | ----------------------------------------- | ------------------ | --------------- |
| Afghanistan        | 2012             | Bandy Federation of Afghanistan           | Afghanistan        |                 |
| Arménie            | 2008             | Armenian National Federation of Bandy     |                    |                 |
| Biélorussie        | 1999             | Belarusian Bandy Federation               | Biélorussie        |                 |
| Canada             | 1986             | Canada Bandy                              | Canada             | Canada          |
| Chine              | 2010             | China Bandy Federation                    | Chine              | Chine           |
| Colombie           | 2017             | Colombia Federation of Skating Sports     |                    |                 |
| République tchèque | 2014             | Czech Association of Bandy                | République tchèque |                 |
| Estonie            | 2002             | Estonian Bandy Association                | Estonie            | Estonie         |
| Finlande           | 1955             | Finland's Bandy Association               | Finlande           | Finlande        |
| Allemagne          | 2013             | German Bandy Association                  | Allemagne          |                 |
| Grande-Bretagne    | 2010             | Great Britain Bandy Federation            | Grande-Bretagne    | Grande-Bretagne |
| Hongrie            | 1988             | Hungarian Bandy Federation                | Hongrie            | Hongrie         |
| Inde               | 2002             | Bandy Federation of India                 | Inde               |                 |
| Japon              | 2011             | Japan Bandy Federation                    | Japon              |                 |
| Kazakhstan         | 1994             | Kazakhstan Bandy Federation               | Kazakhstan         |                 |
| Lettonie           | 2006             | Latvia's Bandy Federation                 | Lettonie           |                 |
| Lituanie           | 2008             | Lithuanian Bandy Association              |                    |                 |
| Mongolie           | 2002             | Bandy Federation of Mongolia              | Mongolie           |                 |
| Pays-Bas           | 1973             | Bandy Bond Nederland                      | Pays-Bas           |                 |
| Norvège            | 1955             | Norway's Bandy Association                | Norvège            | Norvège         |
| Russie             | 1992 (1955)      | Russian Bandy Federation                  | Russie             | Russie          |
| Slovaquie          | 2017             | Slovak Bandy Association                  | Slovaquie          |                 |
| Somalie            | 2013             | Somali National Bandy Association         | Somalie            |                 |
| Suède              | 1955             | Swedish Bandy Association                 | Suède              | Suède           |
| Suisse             | 2006             | Federation of Swiss Bandy                 | Suisse             | Suisse          |
| Ukraine            | 2008             | Ukrainian Bandy and Rink bandy Federation | Ukraine            |                 |
| États-Unis         | 1981             | American Bandy Association                | États-Unis         | États-Unis      |